# Giải bóng đá U-19 Quốc tế Báo Thanh Niên 2017
Giải bóng đá U19 Quốc tế Báo Thanh Niên 2017 là giải bóng đá giao hữu quốc tế lần đầu tiên của giải bóng đá U19 Quốc tế báo Thanh Niên, do báo Thanh Niên kết hợp với Liên đoàn Bóng đá Việt Nam (VFF) tổ chức, diễn ra từ ngày 11 tháng 4 đến ngày 22 tháng 4 năm 2017.

## Địa điểm thi đấu
Tất cả các trận đấu đều diễn ra trên Sân vận động 19 tháng 8 tại Nha Trang, Việt Nam.

## Các đội tham dự
| Đội bóng          | Huấn luyện viên    | Đội trưởng      |
| ----------------- | ------------------ | --------------- |
| Việt Nam          | Vũ Hồng Việt       | Nguyễn Hữu Tuấn |
| Hoàng Anh Gia Lai | Graechen Guillaume | Trần Bảo Toàn   |
| Gwangju           | Choi Soo Yong      | Park Sung Jin   |
| Myanmar           | Nyi Nyi Latt       | Pyae Sone Najng |
| Đài Bắc Trung Hoa | Chung Yeh Hsien    | Hou Pin I       |

## Tiền thưởng
Cơ cấu giải thưởng theo điều lệ khoảng 24,000 $, bao gồm:
- Vô địch: $10,000.
- Á quân: $6,000.
- Hạng ba: $4,000.
- Giải phong cách: $2,000.
- Vua phá lưới: $500.
- Cầu thủ xuất sắc nhất giải: $500.
- Thủ môn xuất sắc nhất: $500.
- Tổ trọng tài hoàn thành nhiệm vụ: $500.

## Vòng bảng
Tất cả thời gian là giờ địa phương tại nơi diễn ra trận đấu.

### Bảng xếp hạng
| VT | Đội                  | ST | T | H | B | BT | BB | HS | Đ |                   |
| -- | -------------------- | -- | - | - | - | -- | -- | -- | - | ----------------- |
| 1  | Việt Nam             | 4  | 3 | 0 | 1 | 7  | 3  | +4 | 9 | Thi đấu chung kết |
| 2  | Hàn Quốc(Gwangju FC) | 4  | 2 | 2 | 0 | 5  | 3  | +2 | 8 | Thi đấu chung kết |
| 3  | Myanmar              | 4  | 2 | 0 | 2 | 7  | 4  | +3 | 6 |                   |
| 4  | Việt Nam (HAGL)      | 4  | 1 | 1 | 2 | 5  | 7  | −2 | 4 |                   |
| 5  | Đài Bắc Trung Hoa    | 4  | 0 | 1 | 3 | 3  | 10 | −7 | 1 |                   |

### Kết quả chi tiết
| U19 Hoàng Anh Gia Lai | 0–0              | U19 Gwangju |
| --------------------- | ---------------- | ----------- |
|                       | Youtube Chi tiết |             |

| U19 Việt Nam                                        | 2–0              | U19 Đài Bắc Trung Hoa |
| --------------------------------------------------- | ---------------- | --------------------- |
| Nguyễn Tuấn Anh 15' · Bùi Hoàng Việt Anh 76' (ph.đ) | Youtube Chi tiết |                       |

| U19 Đài Bắc Trung Hoa               | 2–2              | U19 Gwangju                    |
| ----------------------------------- | ---------------- | ------------------------------ |
| Wang Chung Yu 27' · Chiu Po Jui 55' | Youtube Chi tiết | Han Yeil 66' · Kwon Gibeom 73' |

| U19 Việt Nam                           | 2–1              | U19 Myanmar         |
| -------------------------------------- | ---------------- | ------------------- |
| Nguyễn Tuấn Anh 13' · Lê Văn Nam 90+3' | Youtube Chi tiết | Pyae Sone Naing 18' |

| U19 Gwangju                       | 2–1              | U19 Myanmar         |
| --------------------------------- | ---------------- | ------------------- |
| Jung Hoyeon 44' · Kwon Gibeom 80' | Youtube Chi tiết | Pyae Sone Naing 66' |

| U19 Hoàng Anh Gia Lai                                                           | 4–1              | U19 Đài Bắc Trung Hoa |
| ------------------------------------------------------------------------------- | ---------------- | --------------------- |
| Huỳnh Tiến Đạt 25' · Dụng Quang Nho 64' · Cao Hoàng Tú 77' · Lê Trung Nghĩa 86' | Youtube Chi tiết | Fong Shao Chi 90+6'   |

| U19 Myanmar                            | 2–0              | U19 Đài Bắc Trung Hoa |
| -------------------------------------- | ---------------- | --------------------- |
| Win Naing Tun 18' · Hein Htet Aung 56' | Youtube Chi tiết |                       |

| U19 Việt Nam                                                                | 3–1              | U19 Hoàng Anh Gia Lai    |
| --------------------------------------------------------------------------- | ---------------- | ------------------------ |
| Trần Danh Trung 5' · Trần Văn Công 66' · Nguyễn Xuân Kiên 80' · Lê Văn Xuân | Youtube Chi tiết | Trần Bảo Toàn 71' (Ph.đ) |

| U19 Hoàng Anh Gia Lai | 0–3              | U19 Myanmar                                  |
| --------------------- | ---------------- | -------------------------------------------- |
|                       | Youtube Chi tiết | Win Naing Tun 41' · Heint Htet Aung 32', 71' |

| U19 Việt Nam | 0–1              | U19 Gwangju     |
| ------------ | ---------------- | --------------- |
|              | Youtube Chi tiết | Jung Hoyeon 44' |

## Vòng đấu loại trực tiếp

### Trận tranh hạng ba
| U19 Hoàng Anh Gia Lai                                               | 1–1              | U19 Myanmar                                                      |
| ------------------------------------------------------------------- | ---------------- | ---------------------------------------------------------------- |
| Trần Bảo Toàn 61' (ph.đ)                                            | Youtube Chi tiết | Win Naing Tun 42'                                                |
| Loạt sút luân lưu                                                   |                  |                                                                  |
| Trần Bảo Toàn · Nguyễn Duy Thắng · Dụng Quang Nho · Nguyễn Cảnh Anh | 4–2              | Pyae Sone Naing · Aung Wunna Soe · Win Naing Tun · Lwin Moe Aung |

### Trận chung kết
| U19 Việt Nam                                                      | 2–0              | U19 Gwangju FC |
| ----------------------------------------------------------------- | ---------------- | -------------- |
| Lê Văn Xuân 70' (ph.đ) · Lê Văn Nam 73' · Nguyễn Hữu Tuấn 37' 45' | Youtube Chi tiết |                |

## Tổng kết
- Vô địch: U19 Việt Nam  – cúp, Huy chương vàng và 10.000 USD
- Hạng nhì: U.19 Gwangju – Cờ, Huy chương bạc và 6.000 USD
- Hạng ba: U.19 HAGL JMG – cờ, Huy chương đồng và 4.000 USD
- Giải phong cách: U.19 Myanmar – cờ và 2.000 USD
- Cầu thủ xuất sắc nhất: Nguyễn Hữu Thắng (U19 Việt Nam) - cờ và 500 USD
- Thủ môn xuất sắc nhất: Kim Donguk (U.19 Gwangju) - cờ và 500 USD
- Cầu thủ ghi bàn nhiều nhất: Win Naing Tun và Hein Htet Aung (U.19 Myanmar) (3 bàn) - cờ và 500 USD

## Truyền hình
Các trận đấu của giải được phát sóng trực tiếp trên kênh Bóng đá TV và kênh YouTube VFF Channel.